# Superposició quàntica
La superposició quàntica és l'aplicació del principi de superposició a la mecànica quàntica. Passa quan un objecte "té simultàniament" dos o més valors d'una quantitat observable (exemple: la posició o l'energia d'una partícula). Específicament, en mecànica quàntica, qualsevol quantitat observable correspon a un autovector d'un operador lineal hermític. La combinació lineal de dos o més autovectors dona lloc a la superposició quàntica de dos o més valors de la quantitat. Si es mesura la quantitat, el postulat de projecció estableix que l'estat es col·lapsa aleatòriament sobre un dels valors de la superposició (amb una probabilitat proporcional al quadrat de l'amplitud d'aquest autovector en la combinació lineal). Immediatament després de la mesura, l'estat del sistema serà l'autovector que es correspon amb l'autovalor mesurat. És natural preguntar-se per què els objectes (macroscòpics, newtonians) i els esdeveniments "reals" no semblen exhibir propietats mecànic quàntiques com ara la superposició. El 1935, Erwin Schrödinger va idear un experiment imaginari, ara anomenat el gat de Schrödinger, que va destacar la dissonància entre la mecànica quàntica i la física newtoniana. De fet, la superposició quàntica dona lloc a molts efectes directament observables, com ara els pics d'interferència d'una ona d'electró a l'experiment de doble-escletxa. Si els operadors corresponents a dos observables no commuten, llavors no tenen autofuncions simultànies i, per tant, obeeixen el principi d'indeterminació. Un estat que té un valor definit d'un dels dos observables correspon a una superposició de molts estats per a l'altre observable.